# Додхудоєв Назаршо
Назаршо Додхудоєв (20 грудня 1915, кишлак Дерзуд Бухарського емірату, тепер Рушанської нохії, Горно-Бадахшанська автономна область, Таджикистан — 30 червня 2000, місто Душанбе, Таджикистан) — радянський партійний діяч, голова Президії Верховної ради Таджицької РСР, Голова Ради Міністрів Таджицької РСР. Депутат Верховної ради Таджицької РСР. Депутат Верховної Ради СРСР 3—5-го скликань (у 1950—1961 роках).

## Життєпис
Народився в бідній дехканській родині. У 1930—1933 роках навчався в педагогічному технікумі міста Хорог. У 1933—1934 роках — слухач Хорогської радянської партійної школи.
У 1934—1935 роках — завідувач відділу редакції газети «Бадахшоні сурх» («Червоний Бадахшан»).
У 1935—1936 роках — завідувач піонерського відділу Горно-Бадахшанського обласного комітету ЛКСМ Таджикистану.
У 1936—1937 роках — слухач Вищої школи дитячого комуністичного руху при ЦК ВЛКСМ у Москві.
У 1937—1938 роках — 1-й секретар Обі-Гармського районного комітету ЛКСМ Таджикистану.
У 1938—1940 роках — завідувач відділу редакції газети «Васіяті Ленін» («Заповіт Леніна»).
У 1940—1941 роках — слухач школи міліції в місті Сталінабаді Таджицької РСР.
Член ВКП(б) з 1941 року.
У 1941 році — співробітник НКВС Таджицької РСР. У 1941—1942 роках — помічник уповноваженого секретно-політичного (2-го) відділу НКВС Таджицької РСР. У 1942—1943 роках — оперуповноважений НКВС Таджицької РСР. У 1943—1945 роках — начальник Варзобського районного відділу НКВС Таджицької РСР.
У 1945 — жовтні 1947 року — заступник начальника Управління НКВС (МВС) по Горно-Бадахшанській автономній області Таджицької РСР.
У жовтні 1947 — травні 1949 року — начальник Управління МВС по Горно-Бадахшанській автономній області Таджицької РСР.
У травні 1949 — липні 1950 року — голова виконавчого комітету Горно-Бадахшанської обласної ради депутатів трудящих Таджицької РСР.
29 липня 1950 — 25 травня 1956 року — голова Президії Верховної ради Таджицької РСР. Одночасно, в 1950—1958 роках — заступник голови Президії Верховної ради СРСР.
25 травня 1956 — 12 квітня 1961 року — Голова Ради Міністрів Таджицької РСР та міністр закордонних справ Таджицької РСР.
На пленумі ЦК КПРС 1961 року разом із першим секретарем ЦК КПТ Турсунбаєм Ульджабаєвим звинувачений у «систематичній фальсифікації звітних документів», у тому, що «доповідали про перевиконання планів продажу бавовни державі, фактично ці плани не виконувались». 12 квітня 1961 року був знятий з усіх посад і виключений з КПРС. 7 серпня 1961 року позбавлений повноважень депутата Верховної ради СРСР.
Подальша доля невідома. Помер 30 червня 2000 року. Похований на кладовищі Саріосіє в Душанбе.

## Нагороди
- три ордени Леніна
- орден Дружби (Таджикистан) (посмертно)
- медалі